# جوش تورنبول
جوش تورنبول (بالإنجليزية: Josh Turnbull)‏ هو لاعب اتحاد الرغبي بريطاني، ولد في 12 مارس 1988 في هافرفوردويست ‏ في المملكة المتحدة.

## وصلات خارجية
- جوش تورنبول عل موقع إسبنسكروم (الإنجليزية)
- جوش تورنبول على موقع ItsRugby.co.uk (الإنجليزية)